# Weisel
Weisel település Németországban, Rajna-vidék-Pfalz tartományban. Lakosainak száma 1008 fő (2023. december 31.).

## Népesség
A település népességének változása:
| Lakosok száma | 957  | 1053 | 1062 | 1020 | 1017 | 1008 |
|               | 1975 | 2017 | 2019 | 2021 | 2022 | 2023 |